# Бобырь, Николай Павлович
Николай Павлович Бобырь (14 января 1854, Малая Загоровка Березнянского уезда Черниговской губернии — 1920, Ялта) — русский генерал от кавалерии, комендант крепости Новогеоргиевск (1907—1915).

## Биография
Родился в семье полковника Павла Матвеевича Бобыря. Окончил Петровскую Полтавскую военную гимназию. В 1873 году окончил Михайловское артиллерийское училище. Служил в конной артиллерии.
Во время русско-турецкой войны 1877—1878 находился в составе войск, охранявших побережье Чёрного моря в районе Одессы. Штабс-капитан (1879).
В апреле 1882 года окончил Николаевскую академию Генерального штаба по 1-му разряду. Прикомандирован к штабу Харьковского военного округа. С 24 ноября 1882 — старший адъютант штаба 5-й пехотной дивизии.

### В Сибири
28 октября 1884 г. назначен и.д. штаб-офицера для поручений при штабе Восточно-Сибирского военного округа. С апреля 1884 по январь 1885 г. был командирован на Камчатку для собирания статистических сведений о камчатских казаках. 20 июля 1884 года, при переформировании Восточно-Сибирского ВО в Иркутский ВО, назначен и.д. штаб-офицера для особых поручений при командующем войсками округа. Подполковник (1885). С мая по октябрь 1887 г. возглавлял Саянскую экспедицию по исследованию пограничного района Иркутской губернии. Полковник (1890).

### Служба в кавалерии
С 27 февраля 1891 г. — и.д. начальника штаба 2-й кавалерийской дивизии. 23 декабря 1892 г. прикомандирован к 8-му драгунскому Смоленскому полку для практического изучения условий кавалерийской службы. 5 ноября 1894 г. прикомандирован к штабу Виленского военного округа. 9 января 1895 г. назначен начальником штаба 3-й кавалерийской дивизии. 15 сентября 1895 г. назначен командиром 49-го драгунского Архангелогородского полка. С марта по июль 1908 г. временно командовал 1-й отдельной кавалерийской бригадой. С 1911 года — генерал от кавалерии.

### Служба в крепостях
24 ноября 1899 года назначен начальником штаба Ковенской крепости. Генерал-майор (1899). С 24 июля 1900 года — начальник штаба Осовецкой крепости. 14 февраля 1907 года назначен комендантом Новогеоргиевской крепости.
Во время Первой мировой войны руководил обороной Новогеоргиевской крепости. 20 августа 1915 года после пятнадцатидневного сопротивления германским войскам, штурмом захватившим большинство фортов крепости, и ввиду невозможности помощи со стороны полевых войск Северо-Западного фронта, отведённых 5 августа восточнее Варшавы, отдал приказ о капитуляции. Капитуляция Новогеоргиевска считалась ура-патриотическими кругами крупнейшим позором русской армии в войне
После капитуляции крепости находился в офицерском лагере в Бланкенбурге в Германии.

### Последние годы и гибель
После окончания войны вернулся в Россию. Жил в Ялте на лечении и отдыхе, в Белой армии не служил. В декабре 1920 года расстрелян в Ялте по решению тройки Крымской ударной группы управления особых отделов ВЧК при Реввоенсовете Южного и Юго-Западного фронтов.

## Семья
Был женат на Софье Леонидовне Карпинской. Дочь Надежда (1891—1907).

## Награды
- Орден Святого Станислава 3-й степени (30 августа 1884)
- Орден Святого Владимира 4-й степени (3 февралля 1886)
- Орден Святого Станислава 2-й степени (6 мая 1889)
- Орден Святой Анны 2-й степени (21 мая 1893)
- Орден Святого Владимира 3-й степени (14 мая 1886)
- Орден Святого Станислава 1-й степени (6 декабря 1903)
- Орден Святой Анны 1-й степени (1 января 1906)
- Орден Святого Владимира 2-й степени (6 декабря 1909)
- Орден Белого Орла (6 декабря 1913)
- Орден Святого Александра Невского (25 октября 1914)